# NGC 2200
NGC 2200 é uma galáxia espiral barrada (SBc) localizada na direcção da constelação de Puppis. Possui uma declinação de -43° 39' 47" e uma ascensão recta de 6 horas, 13 minutos e 17,4 segundos.
A galáxia NGC 2200 foi descoberta em 1 de Janeiro de 1835 por John Herschel.